# Arsenio Martínez Campos

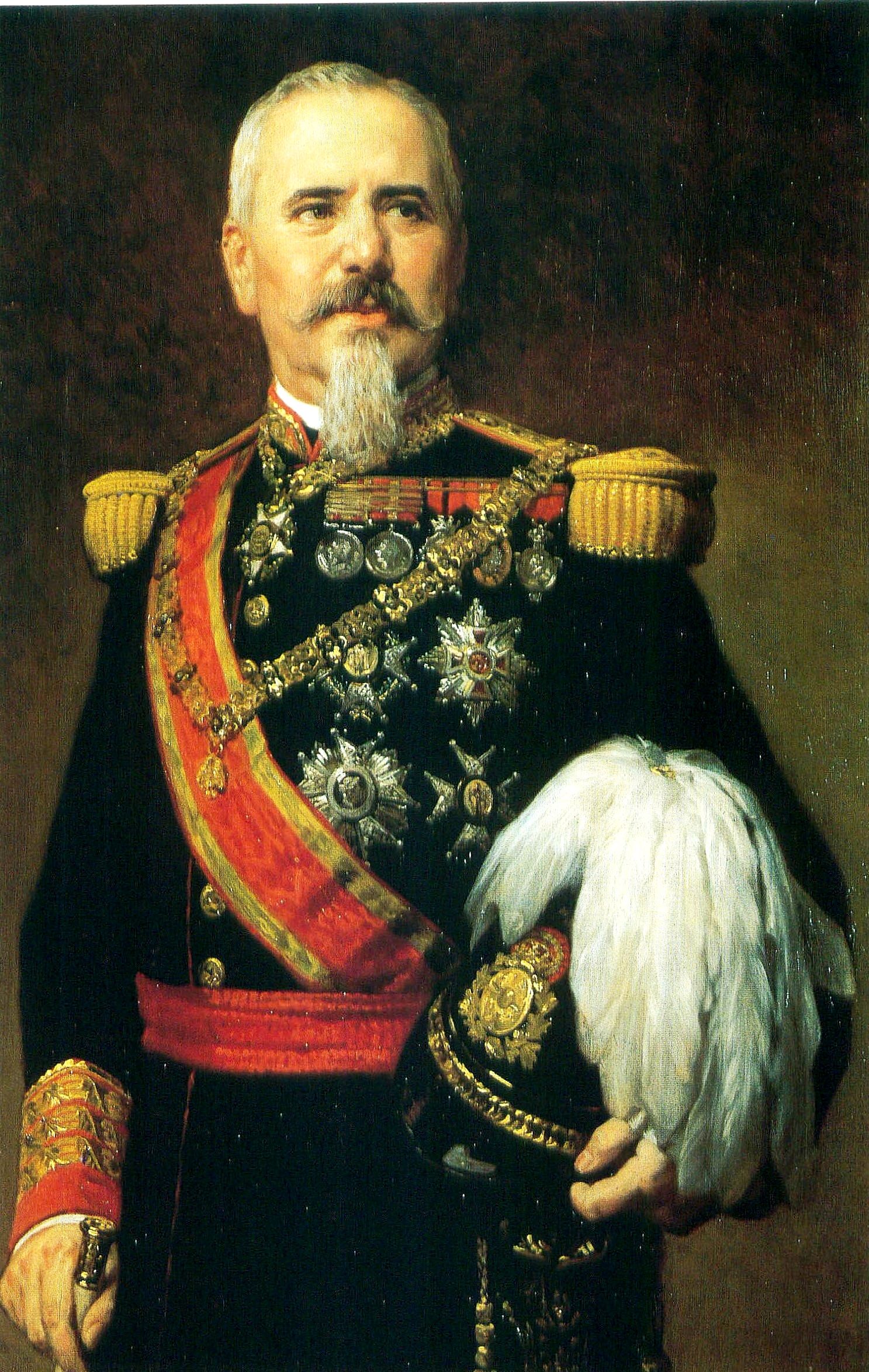
Arsenio Martínez Campos.

Arsenio Martínez-Campos Antón (Segovia, 14 december 1831 - Zarauz, 23 september 1900) was een Spaans militair en politicus. Hij is het meest bekend voor zijn pronunciamiento van Saguntum, die op 29 december 1874 het einde van de Eerste Spaanse Republiek en de restauratie van de Bourbonmonarchie betekende.
Als militair nam hij deel aan oorlogen in Afrika, in Mexico en in Cuba, alsook aan de Derde Carlistenoorlog.

## Levensloop
In 1852 sloot hij zich aan bij de legerstaf. Hij nam deel aan de Spaans-Marokkaanse Oorlog van 1859-1860 en aan de missie van Spanje, het Verenigd Koninkrijk en Frankrijk in Mexico. Martínez maakte deel uit van de troepen onder het bevel van Juan Prim.
In 1868 werd koningin Isabella II uit het huis Bourbon afgezet. In 1869 werd hij vervolgens naar Cuba gestuurd om er te vechten bij de Tienjarige Oorlog en bleef daar tot in 1872. In dat jaar keerde terug naar Spanje met de rang van brigadegeneraal, die hij ontving ten teken van zijn verdienste. Vervolgens kreeg hij het bevel over de brigade die in Catalonië moest gaan vechten tegen de carlisten. In 1873 nam hij op vraag van president Nicolás Salmerón het bevel van de troepen over die de carlisten in Valencia en in Almansa moesten bevechten.
Op 2 januari 1874 pleegde generaal Manuel Pavía een staatsgreep en ontbond de Cortes Generales. Dit zou het begin van het einde van de Eerste Spaanse Republiek inluiden. Vervolgens werd hij de voorstander van een terugkeer van de Bourbons op de Spaanse troon en wilde hiervoor niet afwachten tot de politieke omstandigheden dit zouden toelaten, in tegenstelling tot Antonio Cánovas del Castillo.
Op 29 december 1874 besloot de regering Martínez in ballingschap te sturen op grond van sterke verdenkingen dat hij een staatsgreep wou plegen. Toen Martínez dit te horen kreeg, leek hij zich te willen terugtrekken in Ávila, maar ging eigenlijk naar Sagontum. Hier werd hij opgewacht door voorstanders van prins Alfons (de zoon van de vroegere koningin Isabella II), waarna zijn pronunciamiento gelanceerd werd. Hierbij nam ook de brigade van Segorbe onder het bevel van Luis Dabán deel. Samen met enkele soldaten vormde Martínez Campos een escouade die prins Alfons uitriep tot koning Alfons XII, de nieuwe koning van Spanje. De regering, toen onder leiding van Práxedes Mateo Sagasta, verzette zich niet tegen deze pronunciamiento en aanvaardde het koningschap van Alfons XII. 
Vervolgens nam Martínez Campos het commando van de troepen over die vochten tegen de carlisten in Catalonië en in Navarra. In 1875 veroverde hij de stad Olot (in maart) en de comarca Urgell (in augustus), belangrijke bastions van het carlisme in Catalonië. De carlistische gebieden waren tegen 19 november 1875 zo goed als onder controle in de regio Catalonië, maar nog niet in de regio Navarra. Op 28 februari 1876 ondertekende koning Alfons XII in Pamplona het vredesverdrag dat de Derde Carlistenoorlog beëindigde. Voor zijn prestaties in de oorlog werd Martínez Campos bevorderd tot kapitein-generaal.
Bij de verkiezingen van 1876 werd hij verkozen tot afgevaardigde in de Cortes Generales, maar nam na enkele maanden al ontslag. In 1876 werd hij eveneens naar Cuba gestuurd nadat hij tot kapitein-generaal van het eiland werd benoemd. Hierdoor nam hij ook het commando van de troepen over die al acht jaar tegen Cubaanse rebellen aan het vechten waren. Aan het hoofd van een leger van 20.000 man overwon hij rebellen in Santiago de Cuba en in Villa Clara. Kort nadien begon Martínez Campos echter te beseffen dat de lange oorlog beide kampen al aanzienlijk verzwakt had en dat dit feitelijk een ernstige afbreuk van het land was. Vervolgens voerde in een geest van tolerantie onderhandelingen met de rebellen. Hij verklaarde ook dat alle rebellen en alle Cubanen die de wapens opnamen in de oorlog volledige amnestie zouden krijgen als ze de strijd zouden staken.  
Op 7 februari 1878 sloot hij een geheim verdrag met de leider van de rebellen, Vicente García González, waarin alle voorwaarden stonden die een einde aan het conflict moesten maakten. Op 10 oktober werd het pact van Zanjón gesloten, waardoor er een einde kwam aan de Tienjarige Oorlog. Martínez Campos beloofde om Cuba meer autonomie te geven en om de slavernij op Cuba af te schaffen.
In 1879 keerde hij terug naar Spanje om er Antonio Cánovas del Castillo op te volgen als eerste minister, en dit voor de Conservatieve Partij. Tegelijkertijd werd hij minister van Oorlog. Op 9 december 1879 werd hij door Cánovas echter aan de kant geschoven om zelf terug premier te worden. Martínez Campos voelde zich gebruikt en stapte over naar de Liberale Partij van Práxedes Mateo Sagasta.
Van 1881 tot 1883 was hij in diens regering minister van Oorlog. In deze functie creëerde hij de Academia General Militar in Toledo om de toekomstige officiers zodanig op te leiden dat ze meest geavanceerde officiers van de eeuw zouden zijn. In 1883 werd hij kapitein-generaal van Catalonië en werd in deze functie het slachtoffer van een anarchistische aanslag in Barcelona. Hij bleef echter ongedeerd.
Vanaf 1890 namen in de enclave Melilla de spanningen tussen de Spaanse troepen en de Berbers toe. Op 2 december werd een groep Spaanse soldaten en enkele gevangenen die werkten aan de constructie van een fort, door Berbers vermoord.
De situatie begon sterk te escaleren en op 27 en 28 oktober 1893 werd het fort van Cabrerizas Altas door Berbers aangevallen. Hierbij kwam de militaire gouverneur van Melilla, divisiegeneraal Juan García Margallo, samen met vele andere militairen in het fort om het leven. De Spaanse regering stuurde vervolgens onmiddellijk een regiment van 20.000 man naar Melilla onder leiding van Martínez Campos. Om oorlog te vermijden stuurde Hassan I van Marokko troepen onder het bevel van zijn broer na Melilla om de Berbers te controleren. Op 5 maart 1894 maakten Martínez Campos en Hassan I een einde aan het conflict door een verdrag te ondertekenen.
In 1895 brak de Cubaanse Onafhankelijkheidsoorlog uit, waarna hij opnieuw gouverneur van Cuba werd. Hij probeerde opnieuw vrede te bereiken, maar dit gaf niet het gewenste resultaat en omdat hij weigerde strenge maatregelen tegen de rebellen te nemen, werd hij in 1896 ontslagen als gouverneur-generaal. Vervolgens keerde hij terug naar Spanje. Kort nadien werd hij verkozen tot de voorzitter van de Hoogste Rechtbank van Oorlog en Marine en bleef dit tot aan zijn dood.
- Biblioteca Nacional de España: XX861877
- Catàleg d'autoritats de noms i títols de Catalunya: 981058508585306706
- Gemeinsame Normdatei: 1057240710
- International Standard Name Identifier: 0000 0000 6112 9482
- Nederlandse Thesaurus van Auteursnamen: 070876622
- Système universitaire de documentation: 136657338